# Шуфельдт, Роберт
Роберт Вильсон Шуфельдт (англ. Robert Wilson Shufeldt; 1 декабря 1850 года — 21 января 1934 года) — американский остеолог, миолог, музеевед и этнограф. Внес большой вклад в сравнительную анатомию птиц. У него были устойчивые расистские взгляды, в частности, он был сторонником господства белой расы.

## Биография
Родился в 1850 году в Нью-Йорке в семье адмирала Роберта Вильсона Шуфельдта и Сары Шуфельдт. Школьное образование получил в Соединенных Штатах и на Кубе. После школы служил помощником капитана на американском канкоре USS Proteus, который находился под командованием его отца. В 1872 году начал изучать медицину в Корнеллском университете, который окончил в 1876 году. Служил хирургом в Форте Макгенри в окрестностях Балтимора. Принимал участие в войне против индейцев сиу. Вышел на пенсию в 1891 году в звании капитана. Поступил на службу куратором в Медицинский музей армии. Ушел в отставку 9 января 1919 года.

## Научный вклад
Шуфельдт собирал зоологические и ботанические коллекции, опубликовал работы по остеологии. Был почетным куратором в Смитсоновском институте в 1882—1892 годах.
Опубликовал свыше 1100 заметок и книг по естествознанию; специализировался на анатомии и систематике птиц, в частности изучил последнего известного живого странствующего голубя. Он интересовался ископаемыми птицами и помог Альфреду Ньютону в написаны книги «Словарь птиц» (A Dictionary of Birds). Ему приписывается термин «палеопатология» — изучение болезней и причины смерти на основе ископаемых образцов. Он также увлекался фотографией, используя ее для исследования птиц и анатомии человека. Опубликовал доклад по таксидермии и книгу «Исследование человеческой формы для художников, скульпторов и ученых» (1908), которая включала много фотографий. Он также был коллекционером человеческих скелетов и известен тем, что разорил много индейских могил.

## Личная жизнь
Шуфельд был трижды женат: сначала на Кэтрин Бабкок, потом на Флоренции Одюбон (внучке Джона Джеймса Одюбона), последним браком был женат на норвежке Альфильде Дагни Лаум. Первая его супруга покончила жизнь самоубийством в приюте. Вторая жена Флоренция Одюбон покинула Шуфельдта после двух месяцев брака, обвинив его в измене. Флоренция подала на развод на том основании, что Роберт имел отношения с норвежской экономкой, которая позже стала его третьей женой. В это время он опубликовал брошюру под названием «О женской импотенцией», в которую входила фотография обнаженной женщины, которую он назвал мулаткой, но, возможно, это была его жена госпожа Одюбон. Есть основания полагать что он воспользовался служебным положением, так как брошюра была опубликована как исследование Смитсоновского института, что вызвало возмущение руководства института и привело к увольнению Шуфельдта в 1897 году. Шуфельдт отказался платить алименты после расторжения брака и объявил себя банкротом.

## Ссылка
- Smithsonian Hall of Fame Архивная копия от 28 сентября 2017 на Wayback Machine  (англ.)
- Arlington Cemetery Архивная копия от 5 сентября 2017 на Wayback Machine  (англ.)
- Museum Files: Audubon legacy outshines scandal by Doug Gruse (February 22, 2014) Архивная копия от 5 сентября 2017 на Wayback Machine  (англ.)